# 阿拉佩伊
阿拉佩伊是巴西圣保罗州的一个市镇。总面积155.707平方公里，总人口2527人，人口密度16.2人/平方公里。